# Hotmail
Hotmail（ホットメール）は、MSNが提供していたWebメールサービスである。
2007年5月に後継としてWindows Live Hotmailの提供が開始され、移行期間を経て旧Hotmailは終了した。その後、マイクロソフトはWindows Liveブランド消滅計画により、「Hotmail」の呼称を使用し始めたが、「Windows Live Hotmail」も併用していて、統一していない。従って、以降のHotmailは、下記のWindows Live Hotmailの仕様である。
2013年2月18日に後継のOutlook.comの提供を開始。移行期間を経て全てのHotmailユーザーがOutlook.comに移行し、Hotmailに戻るオプションも削除されたため、サービスとしてのHotmailは事実上終了した。「@hotmail.com」などのHotmail専用ドメインを含むメールアドレスは、Outlook.comでも引き続き使用できる。

## 概要
一般的にHotmailというとフリーメールサービス部分を意図して用いられることが多いが、有料版もあった。
世界最大級で、comScoreの調査では2005年7月現在、世界市場の占有率は35.5%だった。
自社のWindows Live OneCareによる検知・駆除システムを採用（その後Microsoft Forefrontに移行）。

## 歴史
主にWindows Live Hotmail以前の歴史。

### 名称
表示がHTMLであることに由来し、サービスの名称を「HoTMaiL」というオルタネーティングキャプスによる綴り、社名をHotmailとした。Webメールのはしりであり、それまでに無いメールサービスを分かりやすく表現した名前といえる。Yahoo!メールなどの同様の無料Webメールよりも日本語への対応が数年早かったため、MacintoshやUnix系オペレーティングシステム上でも多く利用され、また企業内など私用メールが制限されている人にも重宝されている。
1997年末にマイクロソフトがHotmail社を買収し、「Hotmail」という綴りに変更した。この買収と併せて、マイクロソフトは各国においてプロバイダ事業 (MSN) も展開し、msn.com のドメイン名でWebメールを提供していたが、これも仕組みは Hotmail そのものである。1999年5月6日、MSN Japanのリニューアルに伴い、MSN Hotmailの名前でページ上からも利用可能となった。

### サーバ
Hotmail社時代は、FreeBSD及びSolarisを組み合わせたサーバによって運用していた。マイクロソフト買収以降は、順次Windows系サーバへの移行を行った。現在は全てWindowsサーバによって運用している。

### 対応言語
1999年4月8日に日本語、ドイツ語、フランス語に対応。2000年11月15日には繁体字中国語、簡体字中国語、朝鮮語に対応。21言語をサポートする。

### ドメイン名
当初は全世界共通の「hotmail.com」ドメインで運用していたが、2004年11月19日から日本国内専用ドメイン「hotmail.co.jp」の提供を開始した。また、同時に英国、イタリア、ドイツ、フランスでも国内専用ドメインの提供を開始した。
従来の「hotmail.com」はMSN.com（米国版MSN）からアカウントの新規登録することで、日本からのアクセスであっても取得可能である。

### スパム対策
2000年3月よりスパムメール排除機能「Inbox Protector」を導入した。受信したスパムが専用フォルダ「Bulk Mail」に自動で振り分けられる。
2001年7月18日には「Junk Mail Filter」を導入。利用者が保護レベルを3段階から選べる。
2002年9月18日、Brightmail社との提供を発表し、スパム対策ソリューション「Brightmail Solution Suite」の提供を受ける。
2003年5月8日、送信者のメールアドレスが受信者のアドレス帳に登録されていない場合、メール中の画像が自動的には表示されないよう仕様を変更。
また、アカウント取得の手続きに際し、文字や数字の入力を求める認証方法を導入することで、コンピュータによるアカウント自動取得を防ぐ措置を講じた。
なお、マイクロソフトが合わせて発表した調査では、当時MSNのサーバに1日に届くメールの80%（24億通）がスパムであった。
翌月17日、同社はスパム業者に対し米国で13件、英国で2件のスパム訴訟を起こし、さらに同年11月12日にはYahoo!と共同で「迷惑メール対策連絡会」を設立。
また12月2日には、迷惑メール報告機能などを追加。
2004年7月からはウイルスメールの駆除機能を追加。
同年12月10日にはトレンドマイクロが提供するウイルス対策技術をHotmailに採用。

### インスタントメッセンジャーとの連動
1999年7月21日に発表されたMicrosoft社製のMSN メッセンジャーと連動を開始。

### 送受信環境
ウェブブラウザでの送受信だけではなく、マイクロソフトのOutlook Express (OE) やMicrosoft Outlook、 Entourageには一般的なメール転送エージェントのプロトコルであるPOP3やIMAP4以外に、HTTP形式が選択でき、これによって、hotmail.com や msn.com の電子メールを送受信することが可能であった。
その後、OE等での送受信は、有料版ユーザであるか、無料版については、以前から利用していたユーザ限定となり、新規に作成したアドレスはもちろん過去にOE等で送受信したことがないアドレスでは利用できないように制限された。
また、ブラックベリーのBlackBerryではBlackBerry Internet Serviceと連携しており、プッシュ型電子メールをリアルタイムで受信できる。
2004年12月9日、NTTドコモのiモードに対応。また2005年3月29日にはNTTドコモのFOMAおよびauのezwebにも対応。

### 保存容量
無料版については、当初は2MB、2004年6月24日には250MBへ拡大された。
この当時、有料版は2GBの最大容量であった。
しかし無料版もGmailの大容量を誇る無料ウェブメールサービスに追従する形で容量を拡張。
日本を含むアジア10地域では2006年11月15日に容量を1GBに拡大。
2007年5月6日に2GBに拡大。

## Windows Live Hotmail
Windows Live Hotmail（ウィンドウズ ライブ ホットメール）とは、Windows Liveサービスのひとつであり、Hotmailの後継である。Ajaxなどの技術を使用し、Webメールでありながらメーラーに近い機能と操作感覚を持つなどパフォーマンスを向上させた。
2007年5月6日に発表、翌7日に提供が開始された（日本では8日）。
同年9月頃から順次、Hotmailアカウントにおいて、Windows Live Hotmailへの自動移行を行った。
同年11月8日、「live.com」「live.jp」などのドメインも提供開始となった。
2005年11月1日に新バージョン「Hotmail BETA」としてテストを開始。
2006年5月5日にはプログラムマネージャがMozilla Firefoxへの対応をブログで発表。
当初は「Windows Live Mail」という名称になる予定だったが、2007年2月8日の発表で、名称変更を紛らわしく感じる人が居るとの理由から「Hotmail」の名称を残すことになった。
同年5月6日に正式名称を「Windows Live Hotmail」と改めた上でサービスを開始。
翌7日にWindows Live Mailの名称は、Windows Live Mail desktopという仮称だったメーラーの正式名称として使用される事となった。

### 機能
旧Hotmailからの主な変更や追加
保存容量
2GBから2007年9月3日に5GBに拡大。そして2009年2月6日、利用状況に応じて自動的に追加される機能が加えられ、無制限となった。なお、使用状況はTodayページで確認できる。
添付ファイルの容量
最大10MB。さらに2010年夏からのフォトメール機能を利用すれば、送信者のアカウントのWindows Live SkyDriveにアップロードしたファイルに受信者がアクセスして受け取る方式で、最大50MBのファイルを200ファイルまでの合計10GBまで送ることができる。これはGmailの25MBの倍のサイズである。
セキュリティ
情報バーの追加や、フィッシング防止機能の向上。
迷惑メール対策
Microsoft SmartScreen によりブロックする。
アドレスのオートコンプリート
メールの作成画面で宛先を指定するときに使える。
自動返信
2007年8月13日に追加された。
他社アカウントの追加
2009年5月13日、POP3アクセスが可能な他社のメールアカウントの送受信機能を実装。Gmail、Yahoo!メール、プロバイダ各社のメールサービスに対応。
インスタントメッセンジャーとの連携
「MSN Web Messenger」（2004年11月に開始）と当初から連携（なお、同サービスは2009年6月28日に終了）。また、2009年3月23日に開始した同種のサービスである「Windows Live Web Messenger」と連動。受信トレイの「Messenger」ボタンから起動できる。
メールクライアント対応
2009年1月14日、日本、イギリス、イタリア、オーストラリア、オランダ、カナダ、スペイン、ドイツ、フランスの9カ国版がPOP3/SMTPに対応。パソコン用のメーラーや携帯電話でメールの送受信が可能となった。ただし、Windows Mailにはアカウントの追加ができない。
日本で2012年2月現在、自動転送機能もある。
アドレス帳のメーラーとの同期
Windows Live Mailなどと同期するアドレス帳を作れる。

#### 拡張バージョンの追加機能
拡張バージョン (Ajax) は、Internet Explorerバージョン7以降又はMozilla Firefoxのみであり、OperaやSafariなどのウェブブラウザでは標準バージョン (JavaScript) である。
プレビュー ウィンドウメールの内容がすぐわかる、Outlook 2003のようなプレビューウィンドウの追加。
リッチテキスト編集
フォントやそのサイズの指定、太字、斜体、下線などが使える。使用できるフォントは8種類で、使用できる絵文字は60種類。背景やテキストに使う色は、自分で作成できる。プレーンテキストを送信する場合、毎回リッチテキスト形式を解除する必要がある。
Microsoft Officeドキュメントを編集できる。
右クリック（右クリックを「主」のボタンにしている人は、左クリック）の機能
メールやフォルダ、グループ（アドレス帳）のみ、この機能が使える。
ドラッグ・アンド・ドロップメールの移動や、連絡先をグループに追加するときに使える。
キーボードショートカットメールや連絡先で使える。

## コラボレーション
2009年9月7日、サービス開始10周年を記念して、アニメ『ケロロ軍曹』とのコラボレーションが実施された。特設サイトではプレゼント企画、メッセンジャー用の絵文字配布、「keroro.com」のドメインを取得できる「ケロロメール」の提供などが同年11月29日まで行われた。

## 登録数
- 1997年末 - 900万[2]
- 1999年7月 - 4,000万[30]
- 2000年3月 - 5,800万[31]
- 2001年5月14日 - 1億[32]